# 9694 Lycomedes
A 9694 Lycomedes (ideiglenes jelöléssel 6581 P-L) egy kisbolygó a Naprendszerben. Cornelis Johannes van Houten, Ingrid van Houten-Groeneveld és Tom Gehrels fedezte fel 1960. szeptember 26-án.